# Le Garçon et le Héron
Le Garçon et le Héron (君たちはどう生きるか, Kimi-tachi wa dō ikiru ka) est un film d'animation du Studio Ghibli réalisé par Hayao Miyazaki sorti le 14 juillet 2023 au Japon. Il tire son inspiration, ainsi que son titre original japonais, du roman Et vous, comment vivrez-vous ? de Genzaburō Yoshino, paru en 1937. Le film est un succès auprès du public et de la critique. Il obtient plusieurs récompenses, dont le Golden Globe et l'Oscar du meilleur film d'animation en 2024.

## Synopsis
Durant la guerre du Pacifique, la mère de Mahito meurt dans l'incendie de l'hôpital où elle travaille à Tokyo. Son père Shoichi se remarie avec Natsuko, la jeune sœur de son épouse décédée, qui est enceinte de lui, et  déménage à la campagne avec son fils. Mahito a du mal à s'adapter à sa nouvelle vie et à faire le deuil de sa mère. Il est importuné par un héron cendré surnaturel. En poursuivant la créature, Mahito découvre une mystérieuse tour en ruine, dont l'entrée est obstruée. La tour aurait été construite par son grand-oncle, qui aurait par la suite disparu sans laisser de traces. Mahito se fabrique un arc et une flèche avec une plume du héron.  
Alors qu'il rentre de l'école, où il s'est battu avec d'autres garçons, Mahito se blesse volontairement avec une pierre. En convalescence chez lui, il découvre le livre Et vous, comment vivrez-vous? avec une dédicace de sa mère qui voulait lui en faire cadeau lorsqu'il serait plus grand. Une domestique lui dit alors que Natsuko a disparu.  
En compagnie de Kiriko, une des domestiques, il se lance alors à sa recherche et se dirige vers la tour. Il y retrouve le héron, qui se moque de lui, lui dit que sa mère est vivante et qu'il doit entrer dans la tour pour la sauver, elle et Natsuko. À l'intérieur, le héron lui montre une image de sa mère qui s'avère être une illusion. Mahito tire une flèche avec son arc, qui va se ficher dans le bec du héron, révélant l'homme difforme qui se cache à l'intérieur. Le héron lui fait alors traverser le sol, pour l'emmener à l'intérieur de la tour dans un monde magique.   
Mahito y rencontre toute une galerie de personnages : une Kiriko plus jeune qui pilote un bateau ; Himi, une jeune femme avec des pouvoirs magiques ; des Warawara, des esprits en forme de bulles qui montent vers le monde réel pour y naître en tant que bébés humains. Ils trouvent Natsuko dans un château gardé par des perruches géantes et mangeuses d'homme. Natsuko, sur le point d'accoucher, refuse de partir avec eux tant que Mahito ne s'adresse pas à elle comme à sa mère.   
Himi est capturée par les perruches géantes. Mahito vient à son secours et rencontre alors le grand-oncle de Natsuko, qui est un puissant sorcier. Ce dernier montre à Mahito des petits blocs de pierre qu'il empile pour maintenir l'équilibre du monde, ainsi que la pierre géante qui flotte dans les airs et qui contient son pouvoir. Il demande à Mahito de prendre le relais, car seul quelqu'un de son sang et sans malveillance peut contrôler la pierre. Mais Mahito préfère retourner dans son monde. 
Le roi des perruches tente d'usurper le pouvoir du grand-oncle et coupe les blocs de pierre en deux, détruisant la pierre géante et causant la destruction du monde alternatif. Mahito propose à Himi de la ramener dans son monde. Elle refuse, et lui révèle qu'elle est en fait Hisako, sa mère, plus jeune, et qu'elle et Kiriko doivent revenir à leur époque afin que Mahito puisse naître. Mahito, Natsuko et le héron reviennent dans leur monde. Deux ans plus tard, à la fin de la guerre, Mahito, son père, Natsuko et son petit frère vont à nouveau s'installer à Tokyo.

## Fiche technique
- Titre français : Le Garçon et le Héron[1],[2]
- Titre original : 君たちはどう生きるか (Kimi-tachi wa dō ikiru ka?)
- Réalisation : Hayao Miyazaki
- Scénario : Hayao Miyazaki inspiré du roman de Genzaburō Yoshino
- Musique : Joe Hisaishi
- Directeur de l'animation : Takeshi Honda
- Producteur : Toshio Suzuki
- Société de production : Studio Ghibli
- Sociétés de distribution : Tōhō[3], Wild Bunch (France), GKids Films (États-Unis)
- Pays d'origine :  Japon
- Langue originale : japonais
- Genre : fantastique, historique
- Durée : 125 minutes
- Dates de sortie :
  - Japon : 14 juillet 2023[3]
  - France : 17 octobre 2023 (festival Lumière) ; 1er novembre 2023[4]

## Distribution

### Voix originales
- Sōma Santoki (ja) : Mahito
- Masaki Suda : Héron cendré
- Kō Shibasaki : Kiriko
- Aimyon : Himi
- Takuya Kimura : Shoichi
- Yoshino Kimura : Natsuko
- Shōhei Hino : Grand-Oncle
- Jun Kunimura : Roi Perruche
- Keiko Takeshita
- Jun Fubuki
- Sawako Agawa
- Karen Takizawa (en)
- Shinobu Ōtake
- Kaoru Kobayashi

### Voix françaises
- Gavril Dartevelle : Mahito
- Padrig Vion : Héron cendré
- Juliette Allain : Kiriko
- Julie Pilod : Natsuko, la belle mère et tante de Mahito
- Dimitri Rataud : Shoichi, le père de Mahito
- Pauline Belle : Himi
- Frédérique Cantrel : Aiko, l'une des dames âgées
- François Marthouret : Grand-oncle
- Marie-Christine Adam : Izumi
- Simon Volodine : le roi Perruche
- Colette Venhard : Ériko

## Production

### Scénario
Après avoir annoncé sa retraite en 2013 par la voix du président du studio Ghibli lors d'une conférence de presse à la Mostra de Venise, Miyazaki indique en 2016 travailler sur un nouveau long-métrage. L'histoire du film est basée sur le roman pour enfants Le Livre des choses perdues (The Book of Lost Things) de John Connolly paru en 2006 et qui se déroule en 1939. Ce film s'inspire également du roman Et vous, comment vivrez-vous ? de Genzaburō Yoshino, publié en 1937, qui donne son titre original au film, et de la propre vie de Miyazaki. La tour, qui joue un rôle clé dans l'histoire, est inspirée de La Tour fantôme 幽霊塔 (Yūrei-tō) d'Edogawa Ranpo, qu'adorait Hayao Miyazaki quand il était enfant.
En 2018, Toshio Suzuki révèle dans une interview que Miyazaki travaille sur ce film pour son petit-fils afin de lui faire comprendre que « son grand-père part bientôt pour un autre monde mais laisse ce film derrière lui car il l'aime ».

### Animation
Dans une interview pour la NHK fin 2019, Miyazaki annonce que le film ne serait pas prêt avant un bon moment. Il évoque le fait que, plus jeune, il était capable de produire 10 minutes d'animation par mois contre maintenant une minute par mois. De plus, il révèle qu'en octobre 2019, 15 % du film étaient achevés.
En mai 2020, Toshio Suzuki indique à Entertainment Weekly que 60 animateurs travaillent sur le film et que 36 minutes d'animation ont été complétées après 3 ans de production. Dans la même interview, il révèle que le film met plus de temps à se faire que les précédents longs-métrages de Miyazaki — et est donc plus cher — car les animateurs dessinent plus de dessins par seconde. Le producteur confirme dans une interview pour Sight and Sound, publiée en mars 2021, que le long-métrage est à moitié terminé sur les 125 minutes prévues et déclare qu'il s'attend encore à trois ans de production.
Le directeur de l'animation du film est Takeshi Honda, connu pour son travail sur Ponyo sur la falaise pour le studio Ghibli et, avec d'autres studios, pour des films tels que la tétralogie Rebuild of Evangelion.

### Doublage
Les équipes du studio Ghibli tiennent autant que possible à ce que les acteurs de voix recrutés pour Le Garçon et le Héron soient des acteurs déjà impliqués dans des films précédents du studio. Aussi bien dans les versions japonaise qu'anglophone, par exemple, le père de Mahito est interprété par le comédien qui doublait Hauru dans Le Château ambulant. Pour le rôle du Héron, là où la société de doublage anglophone GKIDS se prépare à faire appel à un acteur d'un certain âge et au physique particulier tel que Danny DeVito, la direction japonaise leur indique qu'eux-mêmes s'apprêtent à faire jouer une personnalité japonaise jeune et populaire, ce qui conduit GKIDS à revoir leurs plans et à se tourner vers Robert Pattinson.

### Musique
La bande originale du film (en) est composée par Joe Hisaishi, collaborateur de longue date du studio Ghibli. La chanson du film, Chikyūgi, est interprétée par Kenshi Yonezu. Le titre international de la chanson est Spinning Globe (en).

### Budget
En août 2023, le producteur Toshio Suzuki affirme que Le Garçon et le Héron est probablement le film le plus cher jamais conçu au Japon. Le budget dépasse donc celui du Conte de la Princesse Kaguya, sorti en 2013, pour lequel Suzuki avait dévoilé un budget de 5,15 milliards de yen, soit environ 32,4 millions d'euros (taux de 2023). Ce record peut s'expliquer par le fait que la production cinématographique japonnaise est plus habituée aux drames s'appuyant sur les relations entre les personnes qu'aux productions à gros budget communes à Hollywood par exemple.

## Accueil et sortie

### Promotion
À l'origine annoncé pour une sortie en 2020, repoussée à 2021 puis 2022,,, le film sort finalement au Japon le 14 juillet 2023. Fait notable, il ne bénéficie d'aucune promotion, ni bande-annonce, ni projection pour la presse, ni publicité dans les médias. Son seul visuel publicitaire avant la sortie est l'agrandissement d'un dessin de Hayao Miyazaki représentant un personnage énigmatique ressemblant à un héron. Le titre anglais choisi pour la sortie du film aux États-Unis est d'ailleurs The Boy and the Heron (« Le Garçon et le Héron »).
Les premières photos du film sont publiées dans la brochure promotionnelle diffusée par le studio Ghibli à partir du 11 août 2023.
GKids dévoile la bande-annonce américaine du film — et donc sa première bande-annonce tous pays confondus — le 6 septembre 2023.

### Box office

#### Au Japon
Lors de sa sortie au Japon, le film génère 1,83 milliard de yens, soit l'équivalent de 13,2 millions de dollars américains, durant son premier week-end d'exploitation en salles. Il s'agit du meilleur démarrage jamais obtenu par un film du studio Ghibli, devant celui du Château ambulant qui avait obtenu 1,48 milliard de yens durant le premier week-end à sa sortie en 2004. Il génère 1,7 million de dollars sur les 44 salles où il est projeté en IMAX, un record pour une période de trois jours. Après deux semaines d'exploitation, il a cumulé un peu plus de 3 millions d'entrées et engendré 4,69 milliards de yens. Au 21 août 2023, les recettes d’exploitation s’élèvent à 9 milliards de yens soit 48 millions de dollars.

#### En France
Le film crée l'évènement pour sa sortie française, en signant le meilleur démarrage dans l'Hexagone pour un film de Hayao Miyazakiavec 145 511 entrées le jour de sa sortie, qui cumulent à 227 457 en comptant les avants-premières, bien au-delà du record de 47 092 spectateurs au premier jour détenu jusqu'alors par la sortie du Château ambulant. C'est également le meilleur démarrage de tous les temps pour une sortie du distributeur Wild Bunch, ainsi que le deuxième meilleur démarrage pour un film d'animation japonais, derrière celui de One Piece : Red. Le film passe la barre du million d'entrées dès sa deuxième semaine d'exploitation. En cinquième semaine, le film atteint 1 449 529 spectateurs et devient le plus gros succès pour un film de Hayao Miyazaki en France en première exploitation.

### Accueil critique
Sur l'agrégateur de critiques Rotten Tomatoes, 100% des 51 critiques sont positives et la note moyenne est de 8,6/10. Sur Metacritic, le film a une note moyenne pondérée de 91 sur 100 sur la base de 18 critiques, indiquant des « éloges unanimes ». Le site Allociné propose une moyenne de 4,2⁄5, d'après l'interprétation de 35 critiques de presse. 

#### Au Japon
Les premières réactions sont contrastées et évoquent un film riche en détails et significations, peut-être trop riche pour être compris entièrement en une seule vision. Avec humour, Miyazaki le reconnaît lui-même : « Peut-être que vous n'avez pas compris le film. Moi non plus je ne le comprends pas. » a-t-il déclaré dans un communiqué lu à l'issue de la première projection privée réservée aux employés du studio Ghibli. Malgré cela, le film a rapidement reçu de nombreux éloges de la part des critiques japonais,. Le site de cinéma Eiga Channel a salué le film comme l'un des meilleurs de Ghibli en termes de visuels et de narration, mais a souligné que les non-amateurs de Ghibli pourraient trouver déroutantes les transitions rapides entre les scènes. Le magazine de cinéma et de culture Cinemas+ a observé que le film s'inspire de motifs et de personnages de toute la carrière de Miyazaki, les intégrant dans un récit un peu plus sombre, plus complexe et plus personnel que nombre de ses œuvres. De même, Time Out Japan a salué le film comme « un chef-d'œuvre mature et complexe, mêlant le passé, le présent et le futur du réalisateur — une belle énigme qui valait la peine d'attendre ». Cezary Jan Strusiewicz de Polygon a trouvé les éléments fantaisistes « absolument beaux, et ils incluent naturellement des plans classiques d'un Ghibli de nourriture incroyablement délicieuse », et a écrit que les gens « peuvent regarder ce film encore et encore, y trouvant toujours quelque chose de nouveau et d'excitant ». Il a déclaré qu'il existe un désir nostalgique du passé qui évoque l'impression d'un réalisateur réfléchissant à sa carrière avant de s'éloigner, ce qui fait du film « un chant du cygne parfait ». Dans sa critique pour The Japan Times, Matt Schley a attribué au film une note de 4,5 étoiles sur 5, exprimant que même si sa position dans sa liste d'œuvres préférées de Miyazaki reste incertaine, il y a eu des moments qui lui ont coupé le souffle. Tout en reconnaissant la complexité du film et sa possibilité de ne pas faire écho chez tous les spectateurs, l'auteur de Full Frontal, Matteo Watzky, considère ces aspects comme les qualités les plus remarquables du film, mettant en valeur le talent, la subtilité et l'imagination de Miyazaki.

#### Aux États-Unis et au Royaume-Uni
Les premières critiques internationales ont été « unanimement positives ». Caryn James de la BBC, qui lui a attribué 5 étoiles sur 5, a estimé que le film est le point culminant de la carrière de Miyazaki et peut donc nécessiter plusieurs visionnages pour absorber pleinement le rythme inébranlable du récit et la riche tapisserie d'images. Elle a estimé que le film présente un récit mêlant tragédie de guerre et exploration surnaturelle à travers le personnage de Mahito, caractérisé par l'attention du détail méticuleuse de Miyazaki, une palette vibrante et l'interaction harmonieuse entre la réalité et l'autre monde, avec des personnages assumant des formes oniriques qui illustrent l'innovation des prouesses narratives et visuelles de Miyazaki. David Ehrlich d'IndieWire, qui a attribué au film la note de ‹ A ›, a écrit que le film « trouve Miyazaki disant adieu — à nous et au royaume des rêves et de la folie en ruine qu'il laissera bientôt derrière lui — que d'une certaine façon, le film se transforme en un au revoir encore plus approprié [que Le vent se lève], honoré de la crainte divine et de la nostalgie déchirante de regarder un véritable immortel faire la paix avec sa propre mort. » Rafael Motamayor d'IGN a donné au film une note de 9 sur 10, écrivant « Miyazaki livre la fin parfaite à son illustre carrière avec une superbe aventure animée qui nous rappelle à quel point nous avons de la chance de vivre à une époque où le Studio Ghibli fait des films. » Dans une critique moins positive, Radheyan Simonpillai de The Guardian, qui a attribué au film la note de 3 étoiles sur 5, le considère comme « un ajout plus doux et plus lent mais non moins rempli d'âme à son canon ».

### Produits dérivés

#### Album de la bande originale du film
La bande originale du film Le Garçon et le Héron, composée par Joe Hisaishi, est commercialisée au Japon le 9 août 2023 par Tokuma Japan Communications.

#### Livres
The Art of The Boy and the Heron, un livre illustré regroupant des esquisses et recherches visuelles pour le film, paraît le 1er novembre 2023.
Le storyboard du film paraît également le 1er novembre 2023.

## Distinctions

### Récompenses
- BAFTA 2024 : Meilleur film d'animation
- Golden Globes 2024 : Meilleur film d'animation,[53]
- Oscars 2024 : Meilleur film d'animation

### Nominations
- Golden Globes 2024 : Meilleure musique de film

### Sélections
- Festival international du film de Toronto 2023[54]
- Festival international du film de Saint-Sébastien 2023 : sélection officielle hors compétition[55]
- Festival Lumière 2023[4]

## Analyse
Hayao Miyazaki envisage le film comme une œuvre sur lui-même, et demande la permission des autres cofondateurs du Studio Ghibli avant de s'y atteler. Le Garçon et le Héron traite notamment de leurs relations : Isao Takahata y est représenté sous les traits du grand-oncle, et Toshio Suzuki sous ceux du Héron, tandis que Miyazaki relate une partie de son enfance à travers l'histoire de Mahito.

## Filmographie
Hayao Miyazaki et le Héron, réalisé par Kaku Arakawa, documentaire, Japon, 120 minutes, 2024.